# مریم دآبو
مریم دآبو (به انگلیسی: Maryam d'Abo) (زاده ۲۷ دسامبر ۱۹۶۰) بازیگر انگلیسی است.
از فیلم‌های معروف او می‌توان به بازی در روزهای روشن زندگی و هلن تروآ اشاره کرد.